# أسيمادولين
أسيمادولين (بالإنجليزية: Asimadoline)‏ ويعرف بالاسم التجاري أسيمادولين (بالإنجليزية:  Asimadoline)‏ هو دواء مضاد للذهان، ويستخدم بشكل أساسي لعلاج الفصام، والإضطراب ثنائي القطب، والتهيج في الأشخاص المصابين بالتوحد، ويتم تناوله إما عن طريق الفم أو الحقن العضلي. 